# Bártfay János
Bártfay János (15. század) könyvmásoló.

## Élete
A XV. században atyjával, Schwartz Antallal Bártfáról, valószínűleg a Boroszló melletti Seitschba, a leubusi ciszterci rendház egyik birtokára költözött, hol atyja később községi soltész (scultetus) volt. Ennek 1471-ben bekövetkezett halála után még ugyanez év február 27-én a leubusi cisztercita kolostorba lépett, ahol mint szerzetes 1480-ban még élt.

## Munkái
A boroszlói könyvtár egy aszketikus, legendai, részben verses tartalmú könyvvel rendelkezik, melyet 1471–1480 között másolt és amelyben következő munkák találhatóak:
- Planctus s. Bernardi Clarevallensis abbatis… 1472.
- Additio super planetum pii patris nostri Bernardi… 1472.
- Desolatio coenobii Cameniczensis… 1472.
- Questio doctoris Jacobi de esu carnium… 1472.
- Tractatus b. bernardi de monastica disciplina sat.